# Krzekotów
Krzekotów [kʃɛˈkɔtuf] (deutsch Groß Vorwerk) ist ein Ort in Landgemeinde Głogów im Powiat Głogowski der  Woiwodschaft Niederschlesien in Polen.

## Lage
Der Ort liegt knapp sieben Kilometer nordöstlich von Głogów (Glogau) nahe der Grenze zur Woiwodschaft Lebus. Umliegende Ortschaften sind Gola (Guhlau) und Zamysłów (Hinzendorf) im Nordosten, Wilków (Wilkau) im Osten, Klucze (Klautsch) und Stare Serby (Lerchenberg) im Süden, Serby (Zerbau) im Südwesten, Krzekotówek (Klein Vorwerk) im Westen sowie Głogówko (Glogischdorf) im Nordwesten.
Von Krzekotów führen zwei Straßen zur südlich des Ortes verlaufenden Droga krajowa 12 (Głogów–Leszno).

## Geschichte
Krzekotów wurde erstmals im Jahr 1263 als Crecotowo urkundlich erwähnt. Nach dem Ersten Schlesischen Krieg kam Krzekotów im Jahr 1742 an das Königreich Preußen. Dort lag der Ort von 1816 bis 1945 im Landkreis Glogau im Regierungsbezirk Liegnitz.
Der deutsche Name des Ortes ist Groß Vorwerk. Nach der Grenzziehung in der Zeit nach dem Zweiten Weltkrieg kam der Ort als Krzekotów an die Volksrepublik Polen. Zwischen 1975 und 1998 gehörte der Ort zur Woiwodschaft Legnica. Nach deren Auflösung in Folge einer Gebietsreform kam der Ort zur Woiwodschaft Niederschlesien. Im Jahr 1999 wurde Krzekotów ein Teil der Gmina Głogów im Powiat Głogowski. Bürgermeister von Krzekotów ist Andrzej Trznadel. Im Gemeinderat der Gmina Głogów wird der Ort von Stanisław Wardecki vertreten.

## Sohn des Dorfes
- Helmut Tamm (* 1931), Diakon und Kirchenmusiker, Landesposaunenwart in Mecklenburg